# Emil Wingstedt
Emil Tobias Wingstedt, född 9 maj 1975 i Stockholm, är en svensk orienterare, världs- och europamästare i sprint. I sprint har han tagit guld i 6 av 7 internationella mästerskap som han startat i. Han kommer från början från Växjö i Småland och har Växjö OK som moderklubb.

## Karriär
Wingstedt fick sitt stora genombrott när han vann de två avslutande världscuptävlingarna i Portugal 2000. Han kom även 4:a totalt i världscupen det året. 
Wingstedt tävlar för norska Halden SK och var med om att vinna 10-mila 2006 och 2007. 2007 sprang han lekande lätt hem segern på sistasträckan då han förvaltade ledningen på ett rutinerat sätt.
År 2005 vann han O-ringen på herrsidan. Han har tävlat i terränglöpning, exempelvis slutade han på en 17:e plats i Nordiska mästerskapen 2006.
2010 blev sista året då Wingstedt deltog i Svenska landslaget i orientering, men han har fortsatt att tävla för Halden SK, där han bland annat sprang den sjätte sträckan då laget vann 10-mila 2012.

## Meriter
- VM-guld sprint 2005, 2006[6]
- EM-guld sprint 2002, 2004, 2006 och 2008

### Utmärkelser
- 2000 - Årets komet
- 2002 - Årets orienterare
- 2003 - Årets orienterare
- 2005 - Årets orienterare
- 2006 - Årets orienterare

## Personliga rekord (friidrott)
| Utomhus - Halvmaraton – 1:06:41 (Fredrikstad, Norge 6 april 2008) |